# Элфенеш Алему
Элфенеш Алему (амх. እልፍነሽ ዓለሙ; род. 10 июня 1975 или 15 марта 1975, Арси, Оромия) — эфиопская легкоатлетка, которая специализировалась на дальних дистанциях (марафон). Она представляла Эфиопию на летних Олимпийских играх 2000 и 2004 годов. Четыре раза подряд, с 1997 по 2003 года, участвовала в марафоне на чемпионате мира по лёгкой атлетике.

## Карьера
Алему начала заниматься бегом профессионально в 1993 году а в следующем году выиграла чемпионат Африки по марафону. Она завоевала бронзовую медаль на Всеафриканских играх 1995 года. Она стала первой эфиопской женщиной, выигравшей Амстердамский марафон, в 1997 году. Она также выиграла Наганский марафон в 2000 году. Её личный рекорд 2:24:29 был установлен в 2001 году на Лондонском марафоне, который принёс ей пятое место.
Алему заняла третье место на Бостонском марафоне 2002 года и выиграла Токийский международный женский марафон в 2003 году. В том же году она вышла замуж за Гезахегне Абера, олимпийского чемпиона 2000 года по марафону. Алему возвращалась на Бостонскую трассу в 2004 и 2005 годах, каждый раз занимая второе место. Она установила рекорд трассы 1:12:57, одержав победу в 2005 году на полумарафоне Сан-Блас в Пуэрто-Рико.
Она была одиннадцатой на Чикагском марафоне 2009 года и сделала перерыв в соревнованиях в 2010 году. Она вошла в состав Эфиопской команды на Мумбайском марафоне 2011 года вместе с Корен Джелелой и Меримой Мохаммед, заняв третье место со временем 2:29:04.

## Международные результаты
| Год  | Турнир                                  | Город                  | Место | Дистанция | Время           |
| ---- | --------------------------------------- | ---------------------- | ----- | --------- | --------------- |
| 1995 | Всеафриканские игры                     | Хараре, Зимбабве       | 3-е   | марафон   | 3:08:43         |
| 1997 | Чемпионат мира по лёгкой атлетике       | Афины, Греция          | 15-е  | марафон   | 2:41:00         |
| 1997 | Амстердамский марафон                   | Амстердам, Нидерланды  | 1-е   | марафон   | 2:37:37         |
| 1999 | Чемпионат мира по лёгкой атлетике       | Севилья, Испания       | 5-е   | марафон   | 2:28:52         |
| 2000 | Осакский международный женский марафон  | Осака, Япония          | 4-е   | марафон   | 2:24:47         |
| 2000 | Наганский марафон                       | Нагано, Япония         | 1-е   | марафон   | 2:24:55         |
| 2000 | Летние Олимпийские игры                 | Сидней, Австралия      | 6-е   | марафон   | 2:26:54         |
| 2001 | Лондонский марафон                      | Лондон, Великобритания | 5-е   | марафон   | 2:24:29         |
| 2001 | Чемпионат мира по лёгкой атлетике       | Эдмонтон, Канада       | —     | марафон   | дисквалификация |
| 2003 | Чемпионат мира по лёгкой атлетике       | Париж, Франция         | 6-е   | марафон   | 2:26:29         |
| 2003 | Токийский международный женский марафон | Токио, Япония          | 1-е   | марафон   | 2:24:47         |
| 2004 | Летние Олимпийские игры                 | Афины, Греция          | 4-е   | марафон   | 2:28:15         |